# Hermann Florstedt
Hermann Florstedt, född 18 februari 1895 i Bitsch, Lothringen, död 15 april 1945, var en tysk SS-Standartenführer (1938). Han var förintelselägret Majdaneks tredje kommendant.

## Biografi
Under första världskriget dekorerades Florstedt med Järnkorset.
Efter att ha tjänstgjort i Sachsenhausen 1940–1942 utsågs Florstedt till kommendant i Majdanek i oktober 1942. SS:s interna avdelning undersökte dock Florstedts styre av Majdanek och kunde konstatera att han helt godtyckligt låtit avrätta fångar samt förskingrat stora pengabelopp. Florstedt dömdes till döden och avrättades i april 1945. Obekräftade uppgifter gör gällande att han lyckades fly och gick under jorden.